# Granville (Illinois)
Granville ist eine Gemeinde (mit dem Status „Village“) im Putnam County im mittleren Norden des US-amerikanischen Bundesstaates Illinois. Im Jahr 2020 hatte Granville 1359 Einwohner.

## Geografie
Granville liegt rund 5 km südlich des Illinois River auf 41°15′45″ nördlicher Breite und 89°13′41″ westlicher Länge und erstreckt sich über 2,5 km². Der Ort ist das Zentrum der gleichnamigen Township.
Benachbarte Orte von Granville sind Hennepin (11,3 km westlich), Spring Valley (10,3 km nordnordöstlich), Standard (4,4 km östlich) und McNabb (11 km südlich).
Die nächstgelegenen größeren Städte sind Chicago (174 km ostnordöstlich), Illinois’ Hauptstadt Springfield (200 km südsüdwestlich) und die Quad Cities (139 km westlich).

## Verkehr
Entlang des südlichen Ortsrandes von Granville verläuft in West-Ost-Richtung die Illinois State Route 71. Alle weiteren Straßen sind untergeordnete innerörtliche Verbindungsstraßen.
Durch Granville verläuft eine Nebenstrecke der Norfolk Southern Railway.
Der nächstgelegenen Flugplatz ist der 20,7 km nordöstlich gelegene Illinois Valley Regional Airport; die nächstgelegene größeren Flughäfen sind der O’Hare International Airport in Chicago (175 km nordöstlich), der Chicago Rockford International Airport in Rockford (130 km nördlich) und der Quad City International Airport in Moline (128 km westlich).

## Demografische Daten
Nach der Volkszählung im Jahr 2010 lebten in Granville 1427 Menschen in 604 Haushalten. Die Bevölkerungsdichte betrug 570,8 Einwohner pro Quadratkilometer. In den 604 Haushalten lebten statistisch je 2,36 Personen.
Ethnisch betrachtet setzte sich die Bevölkerung zusammen aus 94,9 Prozent Weißen, 1,0 Prozent Afroamerikanern, 0,1 Prozent (zwei Personen) Asiaten sowie 2,5 Prozent aus anderen ethnischen Gruppen; 1,5 Prozent stammten von zwei oder mehr Ethnien ab. Unabhängig von der ethnischen Zugehörigkeit waren 5,6 Prozent der Bevölkerung spanischer oder lateinamerikanischer Abstammung.
22,5 Prozent der Bevölkerung waren unter 18 Jahre alt, 61,5 Prozent waren zwischen 18 und 64 und 16,0 Prozent waren 65 Jahre oder älter. 51,7 Prozent der Bevölkerung war weiblich.

Das mittlere jährliche Einkommen eines Haushalts lag bei 45.952 USD. Das Pro-Kopf-Einkommen betrug 23.939 USD. 15,2 Prozent der Einwohner lebten unterhalb der Armutsgrenze.

## Söhne und Töchter der Gemeinde
- Red Ruffing (1904–1986), Baseballspieler in der Major League Baseball
- William S. Massey (1920–2017), Mathematiker